# Rachel Roberts
Rachel Roberts (Vancouver; 8 de abril de 1978) es una modelo y actriz canadiense. Ha aparecido en numerosas campañas publicitarias, sobre todo de Biotherm. Comenzó a trabajar para revistas como Elle, Vogue, Harper's Bazaar, Glamour, Marie Claire y apareció también en el calendario del año 2000 de Sports Illustrated Swimsuit. Ganó aún más popularidad por  su participación en campañas para marcas como Ralph Lauren, Gap, Bottega Veneta, Ferré, Sisley y Victoria's Secret. Ha desfilado para diseñadores como Chloé, Valentino, Givenchy, Fendi, Blumarine, Roberto Cavalli, Comme des Garçons, Paul Smith y Pierre Balmain. Fue además el personaje que da título a la película de Andrew Niccol S1m0ne (2002), protagonizada por Al Pacino. Ha intervenido como estrella invitada en las series televisivas Entourage, Ugly Betty y Numb3rs.

## Vida personal
El director Andrew Niccol y Roberts iniciaron una relación después de conocerse con motivo de la película S1m0ne. Juntos tienen un hijo, Jack, nacido en 2003. La pareja celebró el nacimiento de su segunda hija, Ava Lila Rae, el 30 de enero de 2008.

## Filmografía

### Film
| Año  | Título                        | Rol           | Notas |
| ---- | ----------------------------- | ------------- | ----- |
| 2002 | S1m0ne                        | Simone        |       |
| 2009 | How to Seduce Difficult Women | Sabrina       |       |
| 2011 | In Time                       | Carrera       |       |
| 2013 | The Host                      | Alma Fleur    |       |
| 2018 | Anon                          | Alysa Egorian |       |

### Televisión
| Año       | Título                         | Rol            | Notas                                 |
| --------- | ------------------------------ | -------------- | ------------------------------------- |
| 2004      | Still Life                     | Nona           | Piloto no emitido                     |
| 2007      | Ugly Betty                     | Marla          | Episodio: "Secretaries Day"           |
| 2007      | Entourage                      | Monika         | Episodio: "Gary's Desk"               |
| 2008      | Numbers                        | Melissa Conroy | Episodio: "Charlie Don't Surf"        |
| 2009–2010 | FlashForward                   | Alda Hertzog   | Recurrente; 5 episodios               |
| 2012      | CSI: Crime Scene Investigation | Karen Chevera  | Episodio: "CSI Unplugged"             |
| 2013      | Mad Men                        | Cindy          | Episodio: "A Tale of Two Cities"      |
| 2017      | American Horror Story: Cult    | Sharon Tate    | Episode: "Charles (Manson) in Charge" |

### Videos Musicales
| Año  | Título                       | Rol                 | Artista |
| ---- | ---------------------------- | ------------------- | ------- |
| 2015 | "Bitch Better Have My Money" | Esposa del contador | Rihanna |

## Agencias
- Liz Bell, de Vancouver
- IMG Londres
- IMG de Nueva York
- IMG París
- D'Gestión, Milán